# Bobby Dodds
Robert Dodds (1 tháng 7 năm 1923 – sau 1948) là một cầu thủ bóng đá người Anh có 34 lần ra sân ở Football League thi đấu ở vị trí wing half cho Darlington. Ông thi đấu nghiệp dư cho các câu lạc bộ gồm Stockton.